# Якоб Дитлоф фон Арним
Якоб Дитлоф фон Арним (на немски: Jacob Ditlof von Arnim; * 13 януари 1645 в Заксендорф в Бранденбург; † 7 октомври 1689 в Бон) е благородник от старата марк-бранденбургска благородническа фамилия Арним в Бранденбург, кур-бранденбургски полковник на кавалерията и генерал-майор, също хауптман на Грамцов. Той е наследствен господар на Бойценбург и Нехлин (в Укерланд) в Бранденбург.
Той е вторият син на Георг Вилхелм I фон Арним-Бойценбург (1612 – 1673), директор на Укермарк, и съпругата му Барбара Сабина фон Хоендорф-Фалкенхаген (1619 – 1693), дъщеря на Абрахам фон Хоендорф († ок. 1645) и Барбара фон Вулфен-Щайнхьофел (1585 – 1619). Внук е на Якоб VI фон Арним (1564 – 1632), господар в Герзвалде и Заксендорф, и Анна Мария фон Винтерфелд (1588 – 1635). Правнук е на Якоб IV фон Арним (1503 – 1574) и София фон Бюлов († 1574), дъщеря на тайния съветник на Мекленбург Стефан фон Бюлов († пр. 1555) и Маргарета фон Алефелт.
Брат е на Бернд XVI фон Арним (1643 – 1673), генерал-фелдмаршал Георг Абрахам фон Арним (1651 – 1734), и на Барбара Елизабет фон Арним-Бойценбург (* сл. 1639), омъжена 1666 г. за Фридрих фон Кюсов († 1671) и сл. 1671 г. за Ернст Левин фон Ведел († 1689).
През 1663 г. Якоб Дитлоф фон Арним е в „кадетския корп“ в Колберг за две години. През 1666 г. той е доброволец при обсадата на Бремен. През 1673 г. той отива в Холандия, за да се бие против французите и става холандски майор. На 1 август 1674 г. курфюрст Фридрих Вилхелм фон Бранденбург му дава компания в Бранденбург и той веднага тръгва за Елзас. През 1675 г. шведите нахлуват и той се бие против тях, повишен е на майор през септември 1676 г. и септември 1677 г. на полковник-лейтенант. На 22 януари 1683 г. той е полковник и става амтс-хауптман на Грамцов. През 1688 г. той става генерал-майор и командир.
На 13 септември 1689 г. Якоб Дитлоф фон Арним участва в обсадата на Бон. Той се разболява в лагера от дизентерия и умира на 7 октомври 1689 г., погребан е в Нехлин.

## Фамилия
Якоб Дитлоф фон Арним се жени на 4 април 1676 г. във Волфсхаген за Еуфемия фон Бланкенбург (* 20 март 1644; † 12 септември 1712), вдовица на съветника на Укермарк Хайнрих фон Берг, дъщеря на Георг фон Бланкенбург-Волфсхаген (1606 – 1679) и Еуфемия фон Айкщет-Ротен-Клемпенов (1605 – 1683). Те имат децата:
- Анна Барбара Сабина фон Арним-Бойценбург (* 16 април 1671 или 1677, Нехлин; † 25 август 1739), омъжена на 21 март 1694 г. в Берлин за граф Карл Фридрих фон Шлипенбах (* 7 септември 1658, Щетин; † 9 януари 1723, Колберг), пруски генерал на кавалерията и дипломат
- Георг Дитлоф фон Арним (* 13 септември 1679, Нехлин; † 20 октомври 1753, Берлин), министър на Фридрих II, женен 1705 г. за графиня Доротея Сабина фон Шлибен (* 14 юни 1686; † 19 юли 1754), сестра на Георг Адам III фон Шлибен (1688 – 1737), дъщеря на граф Георг Адам II фон Шлибен (1649 – 1720) и Елеонора Кристина фон Оелзен (1652 – 1713)
- Якоб Вивигенц фон Арним (* 10 август 1682; † 19 февруари 1748), наследствен господар на Зуков и Нехлин, полковник-вахтмайстер, женен за Филипина Елизабет фон Арним (* 17 септември 1690, Маастрихт; † 4 септември 1746, Нехлин), дъщеря на чичо му Георг Абрахам фон Арним (1651 – 1734) и Анна София Хелена фон Ор (1669 – 1702)
- Ханс Абрахам I фон Арним (* 27 юли 1684; † 30/31 декември 1731, Крьохлендорф), ритмайстер в Крьохлендорф и Милов, женен за Кристиана Розамунда фон дер Асебург (* 19 май 1686, Магдебург; † 8/9 януари 1749, Крьохлендорф), дъщеря на Фридрих Аше фон дер Асебург († 1720) и Йохана Сидония фон Хаген-Гайст (1663 – 1705)